# Schermen op de Olympische Zomerspelen 2012 – sabel mannen team
Sabel mannen team is een van de disciplines binnen het onderdeel schermen op de Olympische Zomerspelen 2012. De competitie werd gehouden in het ExCeL Centre in Londen op 3 augustus 2012. In totaal namen er 8 landen aan dit onderdeel deel.

## Formule
Er wordt geschermd met rechtstreekse uitschakeling. De eerste ronde (kwartfinale) is een tabel van 8, waarbij elk land schermt. Er wordt geschermd om een derde plaats.

## Deelnemende landen
| Land      | Deelnemers                                                             |
| --------- | ---------------------------------------------------------------------- |
| China     | Liu Xiao Wang Jingzhi Zhong Man Jiang Kelu                             |
| Duitsland | Max Hartung Nicolas Limbach Björn Hübner Benedikt Wagner               |
| Italië    | Aldo Montano Luigi Tarantino Diego Occhiuzzi Luigi Samele              |
| Roemenië  | Tiberiu Dolniceanu Florin Zalomir Rares Dumitrescu Alexandru Siriteanu |

| Land             | Deelnemers                                                               |
| ---------------- | ------------------------------------------------------------------------ |
| Rusland          | Nikolaj Kovaljov Aleksej Jakimenko Veniamin Resjetnikov Pavel Bykov      |
| Verenigde Staten | Daryl Homer James Williams Timothy Morehouse Jeff Spear                  |
| Wit-Rusland      | Aliaksandr Buikevich Valery Pryiemka Dmitri Lapkes Aliaksei Likhacheuski |
| Zuid-Korea       | Gu Bon-gil Won Woo-young Kim Jung-hwan Oh Eun-seok                       |

## Uitschakeling
|  | kwartfinale      | kwartfinale |            |    | halve finale | halve finale |    |  | finale | finale |
|  |                  |             |            |    |              |              |    |  |        |        |
|  |                  |             |            |    |              |              |    |  |        |        |
|  |                  |             |            |    |              |              |    |  |        |        |
|  | Rusland          | 45          |            |    |              |              |    |  |        |        |
|  | Rusland          | 45          |            |    |              |              |    |  |        |        |
|  | Verenigde Staten | 33          |            |    |              |              |    |  |        |        |
|  | Verenigde Staten | 33          | Rusland    | 43 |              |              |    |  |        |        |
|  |                  |             | Rusland    | 43 |              |              |    |  |        |        |
|  |                  | Roemenië    | 45         |    |              |              |    |  |        |        |
|  | China            | Roemenië    | 45         | 30 |              |              |    |  |        |        |
|  | China            |             |            | 30 |              |              |    |  |        |        |
|  | Roemenië         | 45          |            |    |              |              |    |  |        |        |
|  | Roemenië         | 45          | Roemenië   | 26 |              |              |    |  |        |        |
|  |                  |             | Roemenië   | 26 |              |              |    |  |        |        |
|  |                  | Zuid-Korea  | 45         |    |              |              |    |  |        |        |
|  | Duitsland        | Zuid-Korea  | 45         | 38 |              |              |    |  |        |        |
|  | Duitsland        |             |            | 38 |              |              |    |  |        |        |
|  | Zuid-Korea       | 45          |            |    |              |              |    |  |        |        |
|  | Zuid-Korea       | 45          | Zuid-Korea | 45 | derde plaats | derde plaats |    |  |        |        |
|  |                  |             | Zuid-Korea | 45 | derde plaats | derde plaats |    |  |        |        |
|  |                  | Italië      | 37         |    |              |              |    |  |        |        |
|  | Italië           | Italië      | 37         | 45 |              |              |    |  |        |        |
|  | Italië           |             |            |    |              | Rusland      | 40 |  |        |        |
|  | Wit-Rusland      | 44          |            |    |              | Rusland      | 40 |  |        |        |
|  | Wit-Rusland      | 44          | Italië     | 45 |              |              |    |  |        |        |
|  |                  |             | Italië     | 45 |              |              |    |  |        |        |

### Plaatsen 5-8
|  | Plaatsen 5-8     | Plaatsen 5-8 |    |                  | Plaatsen 5-6 | Plaatsen 5-6 |
|  |                  |              |    |                  |              |              |
|  |                  |              |    |                  |              |              |
|  | Verenigde Staten | 28           |    |                  |              |              |
|  | China            | 45           |    |                  |              |              |
|  |                  |              |    |                  |              |              |
|  |                  |              |    |                  |              |              |
|  |                  |              |    |                  | China        | 30           |
|  |                  | Duitsland    | 45 |                  |              |              |
|  |                  |              |    |                  |              |              |
|  |                  |              |    |                  | Plaatsen 7-8 |              |
|  |                  |              |    |                  |              |              |
|  | Duitsland        | 45           |    | Verenigde Staten | 35           |              |
|  | Wit-Rusland      | 40           |    |                  | Wit-Rusland  | 45           |

## Eindrangschikking
| Plaats | Land             | Deelnemers                                                               |
| ------ | ---------------- | ------------------------------------------------------------------------ |
| 1.     | Zuid-Korea       | Gu Bon-gil Won Woo-young Kim Jung-hwan Oh Eun-seok                       |
| 2.     | Roemenië         | Tiberiu Dolniceanu Florin Zalomir Rares Dumitrescu Alexandru Siriteanu   |
| 3.     | Italië           | Aldo Montano Luigi Tarantino Diego Occhiuzzi Luigi Samele                |
| 4.     | Rusland          | Nikolaj Kovaljov Aleksej Jakimenko Veniamin Resjetnikov Pavel Bykov      |
| 5.     | Duitsland        | Max Hartung Nicolas Limbach Björn Hübner Benedikt Wagner                 |
| 6.     | China            | Liu Xiao Wang Jingzhi Zhong Man Jiang Kelu                               |
| 7.     | Wit-Rusland      | Aliaksandr Buikevich Valery Pryiemka Dmitri Lapkes Aliaksei Likhacheuski |
| 8.     | Verenigde Staten | Daryl Homer James Williams Timothy Morehouse Jeff Spear                  |